# Cis haleakalae
Cis haleakalae är en skalbaggsart som beskrevs av Perkins 1900. Cis haleakalae ingår i släktet Cis och familjen trädsvampborrare. Inga underarter finns listade i Catalogue of Life.